# Боярское (Краснохолмский район)
Боярское — деревня в Краснохолмском муниципальном округе Тверской области.

## География
Находится в северо-восточной части Тверской области на расстоянии приблизительно 1 км на запад от города Красный Холм.

## История
Деревня была показана ещё на карте 1825 года. В 1859 году здесь (деревня Боярская Весьегонского уезда) было учтено 18 дворов. До 2020 года входила в состав ныне упразднённого Барбинского сельского поселения.

## Население
Численность населения: 109 человек (1859 год), 15 (русские 93 %) 2002 году, 7 в 2010.